# کاغذ صافی

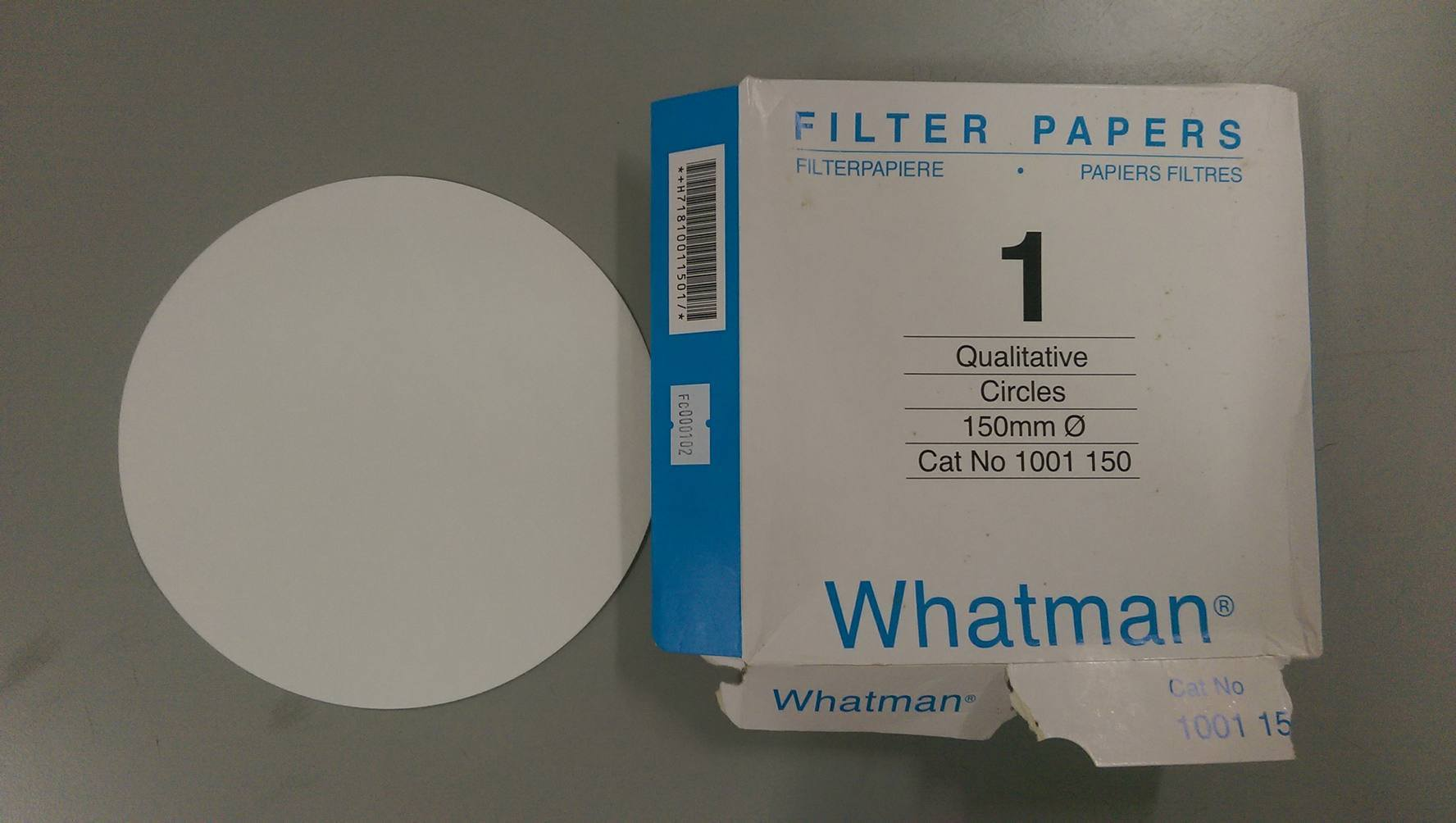
یک کاغذ صافی آزمایشگاهی

کاغذ صافی (انگلیسی: Filter paper) کاغذی نیمه‌تراوا است  که در برابر عبور مایع یا هوا در راستای عمودی سد ایجاد می‌نماید و مایهٔ غربال شاره می‌گردد. صافی آزمایشگاهی، فیلتر هوا، صافی قهوه پرکاربردترین انواع کاغذهای صافی هستند. مولفه‌های مهم برای یک کاغذ صافی، توانایی ترشوندگی، تخلخل، دبی حجمی، بازده، سازگاری، جداسازی ذره و ظرفیت کاغذ صافی هستند. کاغذهای صافی با قابلیت‌ها و تخلخل‌های گوناگون تولید می‌شوند.